# ناحية كنديناوة
ناحية كنديناوة هي ناحية تتبع قضاء مخمور في محافظة أربيل وتدار من قبل محافظة نينوى في شمال العراق، مركزها قرية ديبكة، تقع على بعد 42 كيلومتر (26 ميل) عن مركز القضاء، وتشتهر بوجود العديد من الآبار النفطية.